# فریس (اوروس)
فریس (به لاتین: Feres) یک شهرک در یونان است که در Alexandroupoli Municipality واقع شده‌است.